# Самут Сонгкрам
Самут Сонгкрам е една от 76-те провинции на Тайланд. Столицата ѝ е едноименния град Самут Сонгкрам. Населението на провинцията е 204 177 жители (2000 г. – 75-а по население), а площта 416,7 кв. км (76-а по площ). Намира се в часова зона UTC+7. Разделена е на 3 района, които са разделени на 38 общини и 284 села.